# 박현준의 라디오 가가
박현준의 라디오 가가는 경인방송에서 평일은 낮 12시 10분부터 오후 2시까지, 주말은 낮 12시 5분부터 오후 2시까지 박현준의 제작·진행으로 방송되는 팝 음악전문 라디오 프로그램이며, 경인방송의 최장수 간판 라디오 프로그램이다.

## 역사
2005년 8월 1일부터 2006년 4월 2일까지 방송된 《박현준의 음악편지》가 2006년 4월 3일부터 "박현준의 라디오 가가"로 제목이 변경됐으며, 원래는 1시간 방송이었으나, 2006년 8월 7일부터 2시간 방송으로 확대되었다.

## BGM

### 오프닝 시그널
- Queen - Radio Ga Ga[2]

### 로고송
- 2부 : 래퍼 산이가 심혈을 기울여 만든 로고송이라고 한다.
- 3부 : 잔나비 - 알록달록[3]
- 4부 : 마르멜로 - Puppet

## 특이 사항
- 2009년 3월 29일 당시 인디씬에 갓 데뷔한 검정치마를 시작으로 매주 공중파 방송에서 소개되기 힘들었던 인디 밴드 및 싱어송라이터들을 적극 섭외하여 언플러그드 라이브 코너를 진행해오고 있다.
- 검정치마, 데이브레이크, 국카스텐, 심규선, 옥상달빛, 안녕하신가영, 로맨틱펀치, 아도이, 잔나비 최근에는 카디의 김예지, 터치드, 도리(dori), 케이팝 그룹 캔디스(Kandis)등 알려지지 않았던 팀들을 소개하고 직접 발굴하는 등 신인 뮤지션 및 아티스트의 등용문 역할도 해오는 중이다. 특히 로맨틱펀치와 잔나비는 이 프로그램과 깊은 인연으로 유명하며, 심지어 잔나비 팬들에게는 이 프로그램이 잔나비의 친정집으로 불린다고 한다.
- 때문에 국내 밴드/인디씬에서는 밴드의 성지 같은 라디오 프로그램 중 하나로 잘 알려져있기도 하다.

## 역대 방송시간
| 방송 채널 | 방송 기간                         | 방송 시간                  |
| 경인방송  |                                   |                            |
| --------- | --------------------------------- | -------------------------- |
| 경인방송  | 2006년 4월 3일 ~ 2006년 8월 6일   | 매일 밤 9:00 ~ 밤 10:00    |
| 경인방송  | 2006년 8월 7일 ~ 2007년 10월 10일 | 매일 밤 8:00 ~ 밤 10:00    |
| 경인방송  | 2015년 3월 30일 ~ 2016년 2월 29일 | 매일 밤 8:00 ~ 밤 10:00    |
| 경인방송  | 2007년 10월 11일 ~ 2008년 4월 6일 | 매일 새벽 2:00 ~ 새벽 4:00 |
| 경인방송  | 2008년 4월 7일 ~ 2008년 10월 5일  | 매일 오전 10:05 ~ 낮 12:00 |
| 경인방송  | 2008년 10월 6일 ~ 2009년 3월 15일 | 매일 밤 12:00 ~ 새벽 2:00  |
| 경인방송  | 2009년 3월 16일 ~ 2014년 5월 11일 | 매일 낮 12:30 ~ 오후 2:00  |
| 경인방송  | 2016년 3월 1일 ~ 현재             | 매일 낮 12:30 ~ 오후 2:00  |
| 경인방송  | 2014년 5월 12일 ~ 2015년 3월 29일 | 매일 오후 4:05 ~ 저녁 6:00 |

## 코너

### 매일 코너
- 퀴즈팝 - 2부
- 가가히스토리 - 4부

### 요일별 코너
- 월요일 : 신청곡 리퀘스트
- 화요일 : 오늘의 메뉴
- 수요일 : 라이브 水페셜
- 목요일 : 동문서답 아재퀴즈
- 금요일 : 다트의 명수
- 토요일 : 잃어버린 신청곡 (1부) / 헐리웃 리포트 (2부) / 차트 & 차트 (3, 4부)
- 일요일 : 짝꿍가요찾기 (2부) / 우리들의 슈퍼스타 (3, 4부)